# Waldersee-Kaserne (Hohenlockstedt)
Die Waldersee-Kaserne bei Hohenlockstedt im Kreis Steinburg war eine Garnison der Bundeswehr von 1959 bis 2004. Sie beherbergte hauptsächlich Heeresfliegereinheiten, insbesondere ab 1980 das Heeresfliegerregiment 6 der 6. Panzergrenadierdivision, das auf dem unmittelbar angrenzenden Heeresflugplatz Itzehoe – Hungriger Wolf stationiert war. Nach der Aufgabe der militärischen Nutzung erfolgte eine zivile Weiternutzung des Flugplatzes. Die Kasernengebäude werden heute teilweise gewerblich genutzt.

## Vorgeschichte, Bau und Nutzung durch die Bundeswehr

### Vorgeschichte

Karte von 1893 mit Lage des Truppenübungs- und Artillerieschießplatzes Lockstedter Lager

Im Bereich der heutigen Gemeinde Hohenlockstedt wurde 1862 nach dem Deutsch-Dänischen Krieg 1864 ein Auffang-, Entlassungs- und Rekrutierungslager aus Zelten eingerichtet, das im Deutsch-Französischen Krieg 1870/71 mit Baracken ausgestattet und zum Kriegsgefangenenlager für französische Soldaten umgenutzt wurde. 1872 wurde sodann hieraus ein Truppenübungsplatz, das Lockstedter Lager. So trainierte hier das seit 1889 auch in Itzehoe stationierte Feldartillerie-Regiment "Generalfeldmarschall Graf Waldersee" (Schleswigsches) Nr. 9 des Deutschen Heeres. Nach dem Ersten Weltkrieg wurden im Lager Flüchtlinge untergebracht. 1926 wurde die Gemeinde Lockstedter Lager gegründet. Der NS-Staat begann 1934 im Zuge der Remilitarisierung und der Aufrüstung der Wehrmacht mit dem Bau einer Munitionsanstalt auf dem früheren Truppenübungsplatz. 1935 wurde zudem die Planung eines militärischen Flugplatzes im westlichen Teil des ehemaligen Truppenübungsplatzgeländes abgeschlossen und 1936 der Bau eines Rollfeldes für einen Einsatzhafen durchgeführt. Allerdings wurde die Verlegung einer quer über das Flugplatzgelände verlaufenden Hochspannungsleitung versäumt. Am 1. September 1939 begannen zwar Soldaten einer Luftwaffenbaukompanie mit der Errichtung eines Barackenlagers. Doch zu einer Nutzung des Flugplatzes durch die Luftwaffe kam es letztlich bis zum Ende des Zweiten Weltkriegs nicht. Das Barackenlager wurde stattdessen von den Nationalsozialisten genutzt, um 230 Arbeiterinnen der Heeresmunitionsanstalt unterzubringen. Nach der Besetzung des Lagers durch britische Truppen 1945 wurden Kriegsgefangene, Displaced Persons und ehemalige Zwangsarbeiter hier untergebracht. Ab 1946 fanden Vertriebene in den Baracken vorerst eine Bleibe.

### Planungen zur militärischen Nutzung des Flugplatzes in den 1950er Jahren
Mit der Einrichtung des Amtes Blank im Oktober 1950 und den Überlegungen zur Aufstellung von Fliegerverbänden für das Heer ab 1951 rückte auch der Flugplatz Hohenlockstedt/Hohenaspe in den Blickpunkt der Planungen im Zuge der Aufstellung der Bundeswehr, obwohl er am 11. Dezember 1953 als ziviles Segelfluggelände freigegeben worden war. Im Auftrag des Bundesministeriums der Verteidigung besichtigte eine Abordnung des  Wehrbereichskommandos I am 17. Mai 1956 das Gelände. Bereits im Juli 1956 war der Flugplatz für die Stationierung von Heeresfliegern vorgesehen.
Das mit der Planung beauftragte Landesbauamt Itzehoe hatte bis Januar 1958 lediglich eine erste, noch nicht genehmigte Skizze der Anlage vorgelegt, jedoch die Arbeiten zunächst eingestellt, da es eine neue Richtlinie "Militärische Infrastruktur Forderung" erwartete, die berücksichtigt werden sollte. Die Kosten der Verlegung der quer über den Flugplatz verlaufenden Hochspannungsleitung wurden mit 600.000 DM beziffert. Am 27. Februar 1958 gab das Wehrbereichskommando I bekannt, dass auf dem Flugplatz Hohenaspe Vorschulungen von Bundeswehrpiloten durch zivile Fluglehrer einer hierfür beauftragten "Motorflug GmbH" stattfinden sollen. Am 31. März 1958 wurden die künftigen Standorte der Heeresflieger benannt, darunter auch Hohenaspe. Am 19. Juni 1958 fand eine erneute Besichtigung des Flugplatzes durch den Pionierstab I und das Heeresfliegerkommando 801 des I. Korps statt. Nach der durchgeführten Bestandsaufnahme war der Flugplatz sofort benutzbar. Neben der vorhandenen kleinen Flugzeughalle, dem Flugleitungsgebäude und den im Südteil bestehenden, noch mit Flüchtlingen belegten Baracken wurde die Errichtung von Zelten, einem behelfsmäßigen Wachgebäude, einem Aufenthaltsraum und Tanklager für eine Inbetriebnahme durch die Bundeswehr gefordert. Interimsweise war die Unterbringung von Soldaten in der Hanseaten-Gallwitz-Kaserne in Itzehoe geplant. Zudem sollten 95 Wohnungen für Bundeswehrangehörige und deren Familien entstehen.
Die Bundesvermögensverwaltung hatte den Flugplatz zwischenzeitlich übernommen. Am 11. Juli 1958 stimmte das Bundesverteidigungsministerium einer Mitnutzung durch die Segelflieger zu, nachdem diese zunächst den Platz hatten verlassen müssen. Jedoch wurde der Standort Hohenaspe für die Heeresflieger einer Überprüfung unterzogen. Am 2. Dezember 1958 fand eine weitere Inaugenscheinnahme des Geländes durch das Heeresfliegerkommando 801 statt. Schließlich wurde am 6. Dezember 1958 statt der Stationierung in Flensburg-Weiche dem Flugplatz Hohenaspe der Vorrang gegeben. Ende Dezember 1958 wurde in einem Schreiben an den Bundesminister für wirtschaftlichen Besitz des Bundes die Herrichtung der Startbahnen für 807.000 DM für eine Inbetriebnahme des Flugplatzes zum 1. April 1959 gefordert.

### Aufbau der Infrastruktur und Stationierung von ersten Einheiten ab 1959

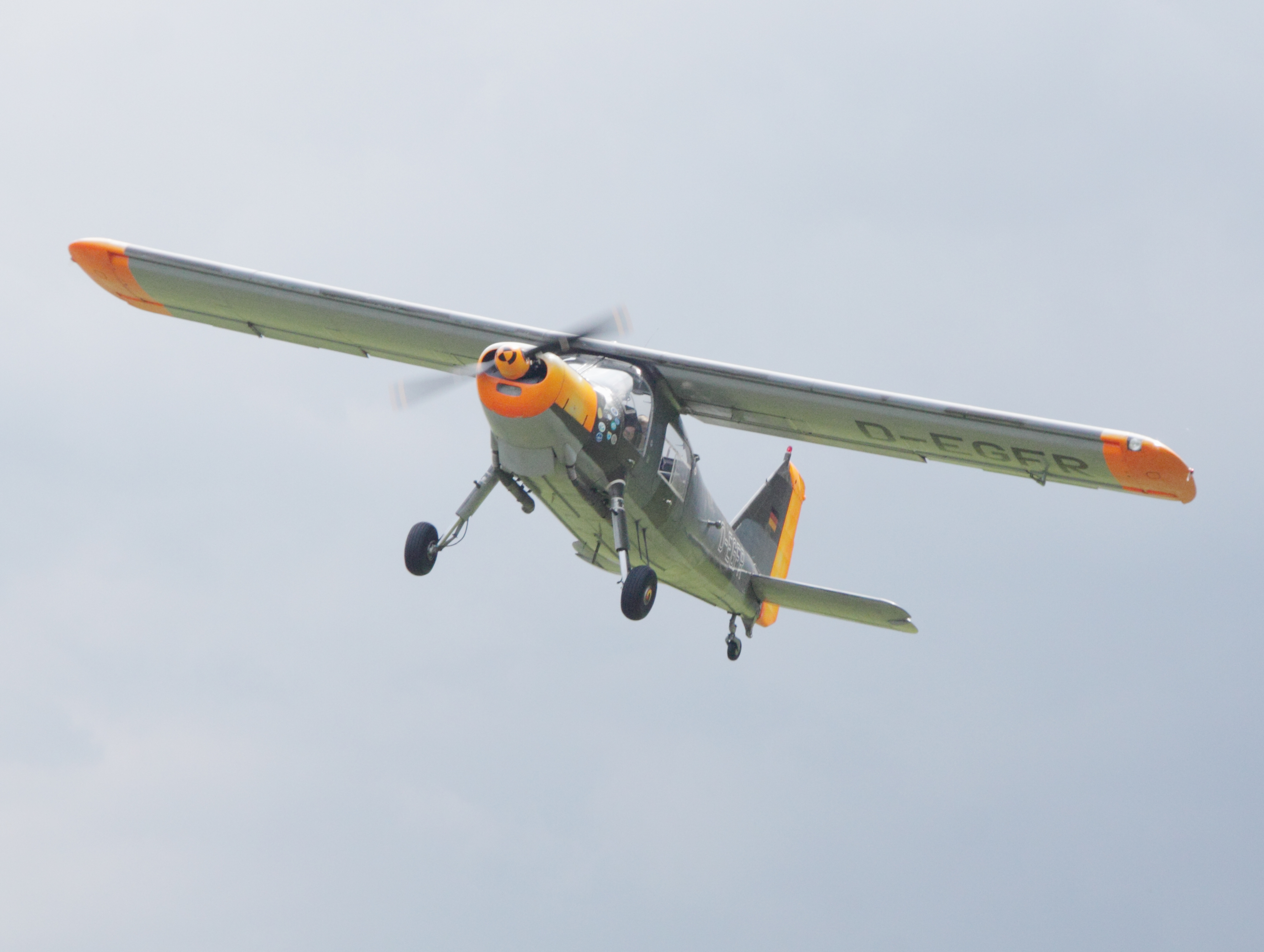
Flugzeug Dornier Do 27

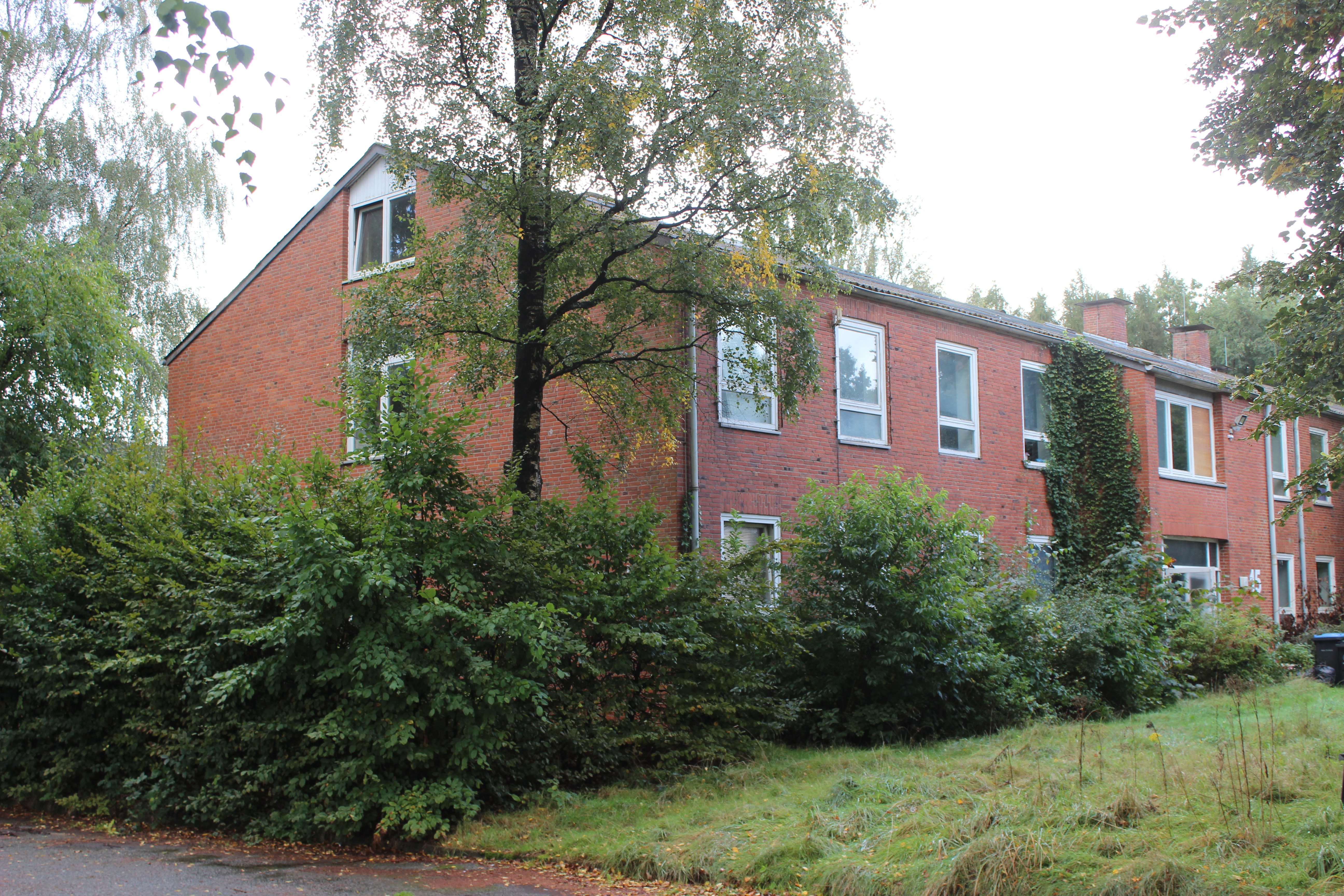
Ehemaliges Kasernengebäude in der Waldersee-Kaserne bei Hohenlockstedt

Ab Januar 1959 lief die Vorbereitung der Stationierung der Heeresflieger bei Itzehoe auf Hochtouren. Mit Wirkung vom 12. März 1959 erhielt die Anlage statt Flugplatz Hohenaspe die neue Bezeichnung "Heeresflugplatz Itzehoe – Hungriger Wolf", mit dem ICAO-Code "EDGI". Die am 1. November 1957 in der Immelmann-Kaserne in Celle aufgestellte Heeresfliegerstaffel 814 wurde am 16. März 1959 in Heeresfliegerstaffel 6 umbenannt, der 6. Panzergrenadierdivision unterstellt und ein Vorauskommando Mitte April 1959 nach Itzehoe entsandt. Die Staffel sollte auf dem Heeresflugplatz ihre neue Heimat finden. Die Staffel wurde jedoch zunächst in der Hanseaten-Kaserne untergebracht. Am 4. Mai 1959 verlegte der Verband von Celle nach Itzehoe. Zwei Zelte zum Unterstellen der Maschinen waren zuvor errichtet worden. Die Staffel war zu diesem Zeitpunkt mit Dornier Do 27 ausgerüstet. Des Weiteren verfügte sie zu Testzwecken über Saunders-Roe Skeeter Hubschrauber.
Das am 1. Oktober 1957 in Celle aufgestellte Flugplatz-Kommando (Heer) 846 war zum 31. Dezember 1957 der Heeresfliegerstaffel 814 unterstellt worden und kam gleichzeitig mit dem nunmehr in Heeresfliegerstaffel 6 umbenannten Verband nach Itzehoe. Zum 30. Juni 1959 wurde es aufgelöst.
Am 1. April 1959 lief der Pachtvertrag für das 480 Quadratmeter umfassende Gelände des Itzehoer Luftsportverein aus. Im Mai 1959 begann die Aufstellung von Feldhäusern in Modulbauweise am Flugplatz. Im selben Monat nahm die Wetterdienststelle (Geophysikalische Beratungseinheit 4) ihre Arbeit auf.
Am 1. Juli 1959 wurde die Flugplatzkommandantur (Heer) 711 neu gebildet. Die für die geplanten Baumaßnahmen zur Errichtung der Kaserne notwendige Räumung des Flüchtlingslagers und Abriss der Baracken begann in der 2. Jahreshälfte 1959. Das Bundesministerium der Verteidigung ordnete am 10. September 1959 den Baubeginn für das Wirtschaftsgebäude und die Heizzentrale noch im selben Jahr an.

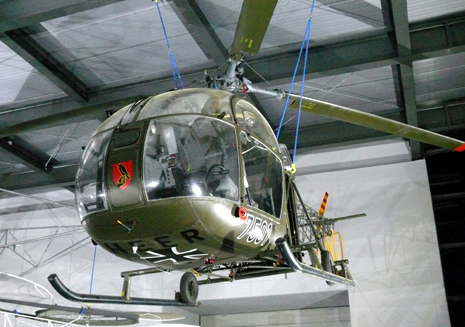
Hubschrauber Alouette II

Die Skeeter-Maschinen wurden nach unbefriedigenden Testergebnissen im März 1960 durch Aérospatiale SE.3130 Alouette II ersetzt. Im April 1960 erfolgte die Aufstellung der Heeresflugplatzfeuerwehr, die der Flugplatzkommandantur (H) 711 unterstellt war. Im September 1960 kennzeichneten Straßenbau und das Richtfest für den Wirtschaftstrakt den Fortschritt bei der Errichtung der neuen Kaserne. Dem Itzehoer Luftsportverein wurde die Erlaubnis für den Betrieb des Landeplatzes entzogen. Zugleich ruhte die Genehmigung für den Betrieb als Segelfluggelände.
Am 1. August 1961 wurde die Flugplatzkommandantur (H) 711 in Flugplatzkommando (H) 411 umbenannt. Ende Juli 1962 vermeldete das Landesbauamt Itzehoe einen Bauverzug für mehrere Unterkunftsgebäude und das Wirtschaftsgebäude. Die Fertigstellung datierte nunmehr zwischen Mitte November 1962 und dem 1. März 1963.
Nach der Umgliederung in das Heeresfliegerbataillon 6 mit einer Stabs- und Versorgungsstaffel, einer Heeresfliegerbeobachtungs- und Verbindungsstaffel sowie einer Heeresfliegertransportstaffel zum 1. November 1962 bezog der Verband ab 11. November 1962 die zunächst als Steuben-Kaserne bezeichnete neue Anlage am Hungrigen Wolf. Am 15. November 1962 waren 60 Wohnungen in Itzehoe für Bundeswehrangehörige bezugsfertig, von denen 12 durch Heeresflieger belegt wurden.

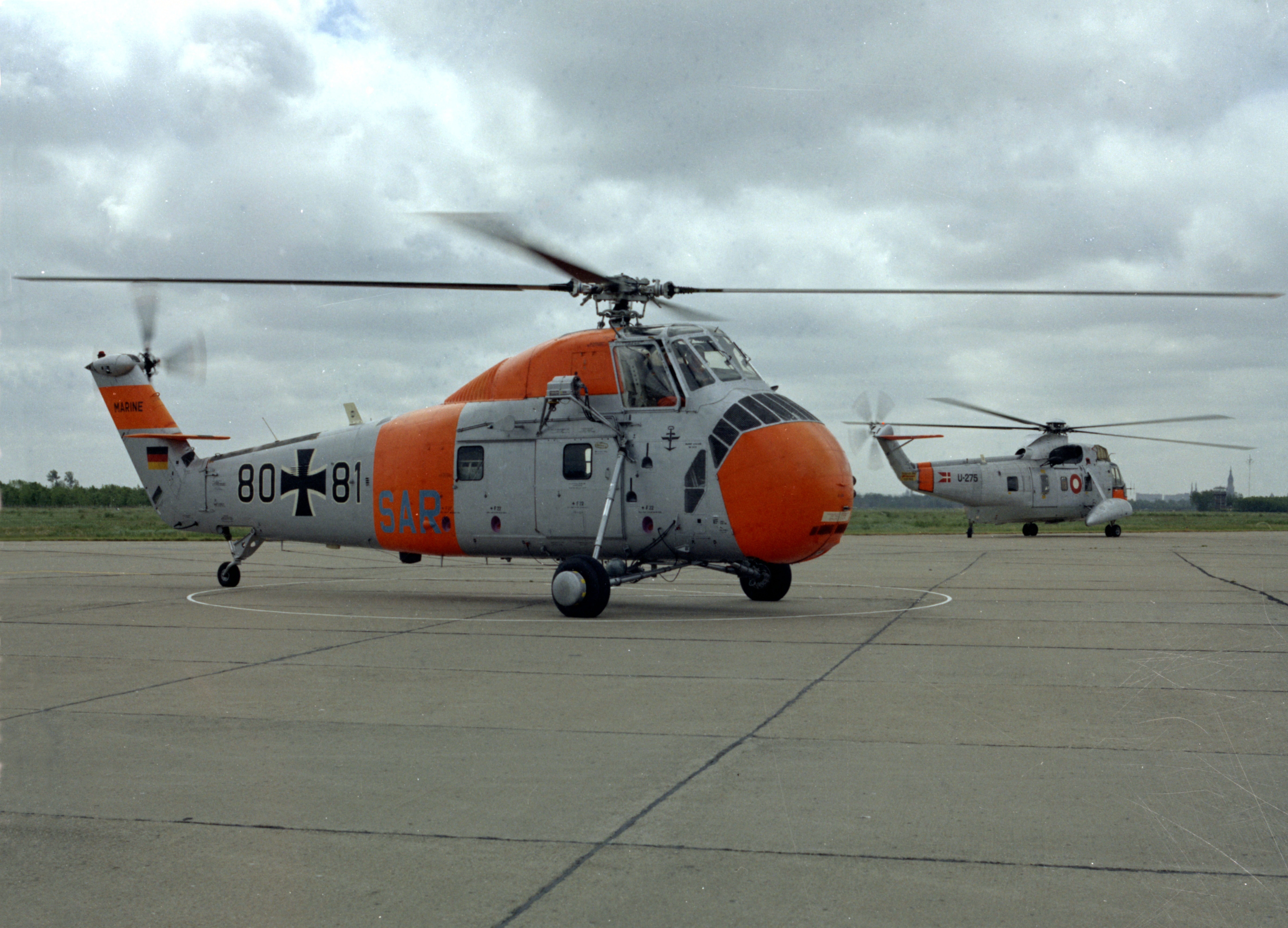
Hubschrauber Sikorsky H-34G

Am 1. März 1963 kam die Kantine für Unteroffiziere und Mannschaften und am 6. März 1963 das neue Sanitätszentrum hinzu. Doch auch in der zweiten Jahreshälfte 1963 wurde weiter an Unterkunftsgebäuden und Straßen gearbeitet. Im Frühjahr 1963 wurden wiederum zu Testzwecken mehrere Sikorsky H-34G auf dem Flugplatz stationiert, die die Testphase bestanden und in den regulären Dienst übernommen wurden.
Am 2. Januar 1964 wurde der Heeresflieger-Instandsetzungszug 6 hier aufgestellt. Im Dezember 1964 erhielt der Itzehoer Luftsportverein einen Mitbenutzungsvertrag, nachdem die 6. Panzergrenadierdivision ihre Zustimmung erteilt hatte.
Am 23. Oktober 1965 wurde die am Flugplatz gelegene Steuben-Kaserne in Waldersee-Kaserne auf Antrag des Kreises Steinburg umbenannt. Graf Alfred von Waldersee war einstiger Kommandeur des in Itzehoe von 1889 bis 1918 stationierten Feldartillerie-Regiments (Schleswigsches) Nr. 9 des Deutschen Heeres gewesen.
Der Stabszug des Feldjägerbataillon 711 wurde als Geräteeinheit am 1. April 1967 in der Kaserne aufgestellt.
Am 1. Mai 1967 wurde auf dem Standort der Heeresfliegerinstandsetzungsausbildungszug 102 aufgestellt. Zudem erhielt der Flugplatz eine Radaranlage.
Zum 1. Juli 1968 wurde unter Heranziehung des Heeresfliegerinstandsetzungszuges 6 die Heeresfliegerinstandsetzungsstaffel 607 am Hungrigen Wolf aufgestellt.

### Änderungen durch die Heeresstruktur 3

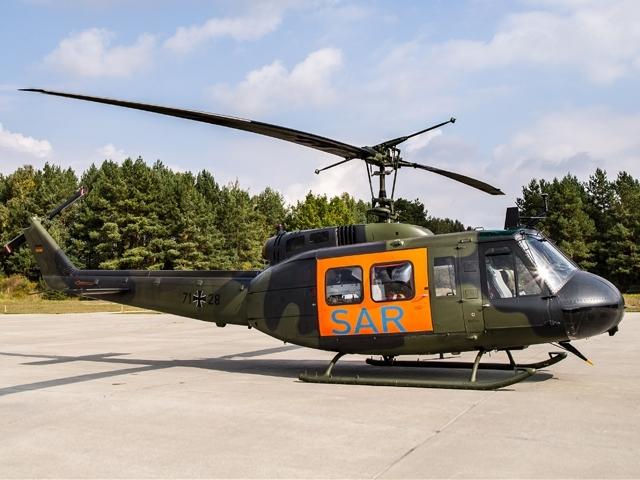
Transporthubschrauber Bell UH-1D

Zwischen 1968 und 1971 wurden die Sikorsky H-34G durch Bell UH-1D ersetzt. Im Jahr 1971 wurden auch die Do 27 ausgemustert. Aufgrund seiner Sonderstellung zur Unterstützung des multinationalen Korps LANDJUT sowie des Territorialkommando Schleswig-Holstein blieb das Heeresfliegerbataillon 6 der 6. Panzergrenadierdivision auch in der Heeresstruktur 3 bestehen, während die anderen Divisionsbataillone zu Staffeln reduziert wurden. Die Instandsetzungsstaffel 607 wurde zur neuen 4./Heeresfliegerbataillon 6. Aus der Stabs- und Versorgungsstaffel entstanden die neue Stabsstaffel und die 5.(Versorgungsstaffel)/Heeresfliegerbataillon 6.
Für das Territorialkommando Schleswig-Holstein wurde zudem am Standort Hohenlockstedt die Heeresfliegerstaffel 600 als Geräteeinheit aufgestellt und mit Auflösung des Kommandos Anfang der 1990er Jahre außer Dienst gestellt.
Zum 1. Oktober 1972 wurde der Heeresfliegerinstandsetzungsausbildungszug 102 aufgelöst.
Das Flugplatzkommando (Heer) 411 erfuhr am 1. Juli 1973 seine Umgliederung zur Heeresflugplatzkommandantur 601.
Am 1. Oktober 1975 wurde die Geophysikalische Beratungsstelle 601 in der Kaserne gebildet. Die Geophysikalische Gruppe 6 erlebte ihre Aufstellung als Geräteeinheit am Standort ebenfalls in den 1970er Jahren.
Die Heeresflugplatzfeuerwehr 601 nahm am 1. Oktober 1976 ihren Dienst auf.

### Änderungen durch die Heeresstruktur 4 ab 1979

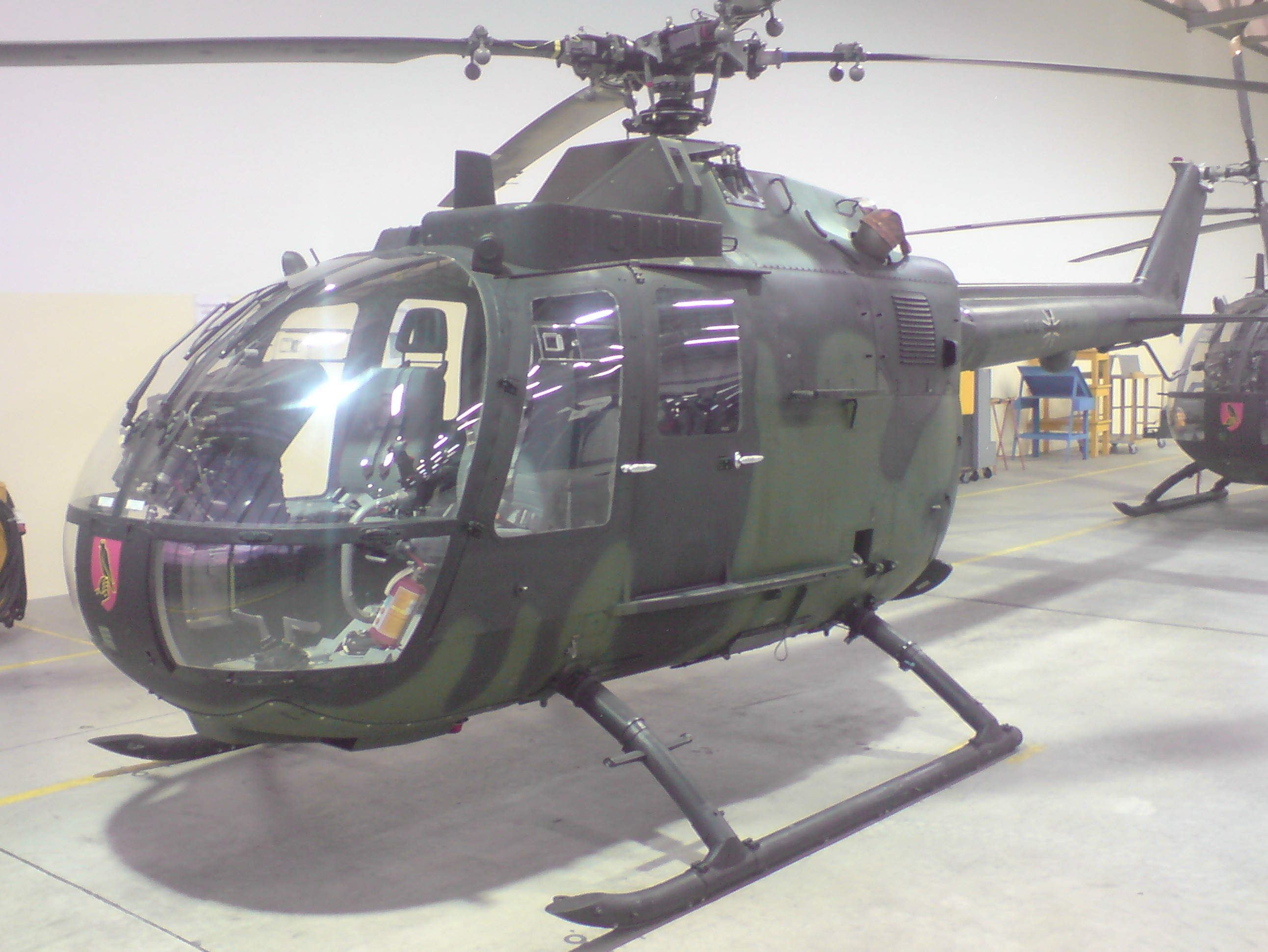
Panzerabwehrhubschrauber Bo 105

Mit der Heeresstruktur 4 sollten die Heeresflieger in Hohenlockstedt neben den bisherigen Transportaufgaben auch Panzerabwehraufgaben übernehmen. Aus diesem Grund wurden auf dem Flugplatz Bölkow Bo 105M und Bo 105P stationiert. Zum 1. April 1980 wuchs daher das bisherige Bataillon zum Heeresfliegerregiment 6 auf. Es verfügte von nun an über die Fliegende Abteilung 61, die Luftfahrzeugtechnische Abteilung 62, die Sicherungsstaffeln 63 und 64 als Geräteeinheiten, die im Mobilmachungsstützpunkt eingelagert waren, sowie die Versorgungsstaffel 65. Bis 1982 wurden die Alouette II ausgemustert.

### Entwicklungen nach 1990 bis zur Standortaufgabe
Im Rahmen der Reduzierung der Bundeswehr nach dem Ende des Kalten Krieges und der Deutschen Wiedervereinigung fusionierte die durch das Regiment unterstützte 6. Panzergrenadierdivision 1994 mit dem Wehrbereichskommando I. In der Folge wurden die Bo 105-Panzerabwehrhubschrauber an andere Standorte verlegt. An deren Stelle traten weitere Transporthubschrauber vom Typ Bell UH-1D.
Die Heeresflugplatzkommandantur 601 wurde am 31. März 1994 aufgelöst.
Mit der Stationierungsentscheidung 2001 kam das Aus für die Heeresflieger und Hohenlockstedt als Bundeswehrstandort. Nachdem der militärische Flugbetrieb 2002 eingestellt worden war, beendete die Geophysikalische Beratungsstelle 601 am 30. Juni 2003 ihren Dienst. Die Heeresflugplatzfeuerwehr 601 stellte ihre Tätigkeit zum 31. Dezember 2003 ein. Zum 31. März 2004 wurde das Heeresfliegerregiment 6 mit den ihm unterstellten Einheiten aufgelöst und die Bundeswehr gab den Flugplatz mit der Waldersee-Kaserne auf.

### Sonstige stationierte Dienststellen
Zur medizinischen Versorgung war in der Waldersee-Kaserne der Sanitätsbereich 11/9 vom 1. Juli 1972 bis zum 31. März 1998 mit Material ausgestattet. Es war die Standortfernmeldeanlage 117/405 eingerichtet. Die Standortmunitionsniederlage 112/4 diente vom 
1. April 1981 bis 30. September 2001 den hier stationierten Einheiten. In den 1980er Jahren verfügte der Standort über die Ausbildungswerkstatt Heer Hohenlockstedt. Der Dienstposten des Standortfeldwebels Hohenlockstedt bestand zwischen dem 1. Oktober 1994 und dem 31. März 1999 sowie der des Verpflegungsfeldwebels Hohenlockstedt und des Standortältesten Hohenlockstedt (mit Unterstützungspersonal) jeweils vom 1. Oktober 1994 bis 31. März 2004. Die Truppenverwaltung Hohenlockstedt unterstützte vom 1. April 1994 bis zum 31. März 2004 den Standort.